# Британська площа (Загреб)
Британська площа (хорв. Britanski trg), у народі відома як Британець (хорв. Britanac) — міський майдан у столиці Хорватії Загребі, одна з тих небагатьох уцілілих площ, відмітною рисою якої є сільськогосподарський ринок просто неба, де торгують свіжими фруктами, овочами та іншими продуктами харчування, привезеними безпосередньо з фермерських господарств. Розташована вздовж вулиці Ілиця, за кілька кварталів на захід від головної площі міста — майдану бана Єлачича. Це також транспортний вузол — кінцева точка для кількох автобусних маршрутів, а на її південній стороні зупиняються міські трамваї 1-ї, 6-ї та 11-ї ліній. Сама площа відкриває зручний доступ до кількох престижних елітних районів Загреба, як-от Пантовчак і Зеленгай. Базар працює на площі щоденно з раннього ранку і приблизно до полудня, а щонеділі тут відбувається своєрідний ярмарок старовинних речей.
Шановане серед жителів Загреба місце.

## Історія
Коли в ХІХ сторіччі площа закладалася, навколо не існувало міської забудови. Спочатку майдан називався Ілицькою площею (хорв. Ilički trg), а в народі — Ілицьким плацом (хорв. Ilički plac; від нім. Platz «площа»).